# 950

950(구백오십)은 949보다 크고 951보다 작은 자연수다.

## 수학
- 합성수로, 그 약수는 총 12개다. (1, 2, 5, 10, 19, 25, 38, 50, 95, 190, 475, 950)
  - 950의 진약수의 합은 910이므로, 950은 부족수다.
- {\displaystyle 7^{12}-1}은 950으로 나누어떨어진다.

## 과학·기술
- NGC 950(영어판): 고래자리 방향에 있는 막대나선은하.
- 950 아렌자(영어판): 소행성.
- 베레타 950(영어판): 베레타의 반자동 권총.
- 니콘 쿨픽스 950(영어판)
- 매킨토시 콰드라 950(영어판)
- 마이크로소프트 루미아 950: 마이크로소프트 모바일의 스마트폰.
- 블랙베리 950(영어판)

## 교통
- 950번 홋카이도도(일본어판)

## 문화유산
- 대한민국의 보물 제950호: 묘법연화경 권5~7

## 기타
- 연도: 950년, 기원전 950년
- 950년대
- 한국십진분류법에서 남아메리카의 역사에 관한 책들이 분류되는 번호.